# Elezioni amministrative in Italia del 1946
Le elezioni amministrative italiane del 1946 si tennero in due distinti periodi.
Nel corso del primo periodo, le elezioni coinvolsero 5.722 comuni e si tennero in cinque tornate: 
- 10 marzo (436 comuni, di cui 7 capoluoghi);
- 17 marzo (1.033 comuni, di cui 3 capoluoghi);
- 24 marzo (1.469 comuni, di cui 12 capoluoghi);
- 31 marzo (1.560 comuni, di cui 22 capoluoghi);
- 7 aprile (1.224 comuni, di cui 21 capoluoghi).

Nel corso del secondo periodo, le elezioni coinvolsero 1.383 comuni e si tennero in otto tornate:
- 6 ottobre (272 comuni);
- 13 ottobre;
- 20 ottobre (286 comuni);
- 27 ottobre (188 comuni, di cui un capoluogo);
- 3 novembre;
- 10 novembre (tra cui 6 capoluoghi);
- 17 novembre (tra cui un capoluogo);
- 24 novembre (tra cui 16 capoluoghi).

Furono dunque rinnovate le amministrazioni comunali di tutti i capoluoghi di provincia, salvo Bolzano e Gorizia, ove si votò nel 1948; nella Zona A del Territorio Libero di Trieste le elezioni si tennero nel 1949.
Si trattò delle prime elezioni dopo la caduta del fascismo; furono così rinnovate tutte le amministrazioni municipali, dopo che i comuni erano stati retti da sindaci e giunte provvisorie nominate dall'AMGOT al Sud e dal CLN al Nord.
A causa dello stato di devastazione in cui si trovava il territorio nazionale, la data di svolgimento fu demandata alla determinazione dei singoli prefetti, e variò da marzo finanche all'autunno. Non mancarono tuttavia ragioni di propaganda: cominciando più frequentemente con le elezioni dell'Alta Italia dove ci si attendeva un voto più moderno, si puntò a ragione a una pubblicità a favore della repubblica, contro le forze monarchiche ancora dominanti nel Meridione.
La legge elettorale approvata col decreto legislativo luogotenenziale nº1 del 1946 stabilì il sistema elettorale proporzionale con metodo D'Hondt per i comuni sopra i 30.000 abitanti, e il sistema elettorale maggioritario plurinominale con voto limitato ai quattro quinti dei seggi per gli altri. Nulla venne invece deciso per le province, che rimasero affidate alle deputazioni provvisorie nominate dai prefetti.
Va ricordato che queste furono le prime elezioni in Italia alle quali le donne furono chiamate a votare (le prime elezioni politiche, insieme al Referendum istituzionale monarchia-repubblica, si tennero il 2 giugno 1946).

## Risultati
In attesa della firma del trattato di pace, le Potenze Alleate avevano restituito 89 capoluoghi di provincia al controllo del governo italiano. Fu solo in questi centri che si poté procedere alle elezioni, per le quali era prevista una normativa proporzionale. In queste città il Consiglio Comunale doveva essere composto almeno da 40 consiglieri, portati a 50 per i centri con più di 100 000 abitanti, a 60 per quelli con più di 250 000 residenti, e ad 80 per le cinque maggiori città con più di mezzo milione di abitanti, cioè all'epoca Torino, Milano, Genova, Roma e Napoli.

### Valle d'Aosta

#### Aosta
Le elezioni si tennero il 24 novembre.
| Liste                                            | Voti  | %    | Seggi |
| ------------------------------------------------ | ----- | ---- | ----- |
| Fronte Dem. Prog. Repubblicano (PCI-PSI-PdA-PRI) | 3.678 | 49,3 |       |
| Democrazia Cristiana (DC)                        | 2.128 | 28,5 |       |
| Union Valdôtaine (UV)                            | 1.655 | 22,2 |       |
| Totale                                           | 7.461 |      | 40    |

### Piemonte

#### Alessandria
Le elezioni si tennero il 7 aprile.
| Liste                                                   | Voti   | %    | Seggi |
| ------------------------------------------------------- | ------ | ---- | ----- |
| Partito Socialista Italiano di Unità Proletaria (PSIUP) | 18.250 | 37,3 |       |
| Partito Comunista Italiano (PCI)                        | 15.871 | 32,4 |       |
| Democrazia Cristiana (DC)                               | 10.962 | 22,4 |       |
| Partito Liberale Italiano (PLI)                         | 2.859  | 5,8  |       |
| Partito d'Azione (PdA)                                  | 997    | 2,0  |       |
| Totale                                                  | 48.939 |      | 40    |

#### Asti
Le elezioni si tennero il 24 marzo.
| Liste                                                   | Voti   | %    | Seggi |
| ------------------------------------------------------- | ------ | ---- | ----- |
| Partito Comunista Italiano (PCI)                        | 9.012  | 28,9 |       |
| Democrazia Cristiana (DC)                               | 7.797  | 25,0 |       |
| Partito Socialista Italiano di Unità Proletaria (PSIUP) | 7.506  | 24,1 |       |
| Partito dei Contadini d'Italia (PCdI)                   | 4.229  | 13,6 |       |
| Partito Liberale Italiano (PLI)                         | 1.685  | 5,4  |       |
| Partito Democratico del Lavoro (PDL)                    | 542    | 1,7  |       |
| Partito d'Azione (PdA)                                  | 375    | 1,2  |       |
| Totale                                                  | 31.146 |      |       |

#### Cuneo
Le elezioni si tennero il 3 marzo.
| Liste                                                   | Voti | %     | Seggi |
| ------------------------------------------------------- | ---- | ----- | ----- |
| Democrazia Cristiana (DC)                               |      | 41,62 | 17    |
| Partito Socialista Italiano di Unità Proletaria (PSIUP) |      | 19,19 | 8     |
| Partito Liberale Italiano (PLI)                         |      | 17,52 | 7     |
| Partito Comunista Italiano (PCI)                        |      | 13,42 | 5     |
| Partito d'Azione (Pd'Az)                                |      | 8,25  | 3     |
| Totale                                                  |      |       | 40    |

#### Novara
Le elezioni si tennero il 24 marzo.
| Liste                                                   | Voti   | %    | Seggi |
| ------------------------------------------------------- | ------ | ---- | ----- |
| Partito Socialista Italiano di Unità Proletaria (PSIUP) | 15.531 | 34,8 |       |
| Democrazia Cristiana (DC)                               | 12.830 | 28,8 |       |
| Partito Comunista Italiano (PCI)                        | 12.098 | 27,1 |       |
| Partito Liberale Italiano (PLI)                         | 1.582  | 3,5  |       |
| Partito d'Azione (PdA)                                  | 1.542  | 3,5  |       |
| Combattenti e Reduci                                    | 974    | 2,2  |       |
| Totale                                                  | 44.557 |      | 40    |

#### Torino
Le elezioni si tennero il 10 novembre.
| Liste                                                   | Voti    | %    | Seggi |
| ------------------------------------------------------- | ------- | ---- | ----- |
| Partito Comunista Italiano (PCI)                        | 104.844 | 33,2 | 27    |
| Partito Socialista Italiano di Unità Proletaria (PSIUP) | 85.363  | 27,1 | 22    |
| Democrazia Cristiana (DC)                               | 58.638  | 18,6 | 15    |
| Partito Liberale Italiano (PLI)                         | 33.804  | 10,7 | 9     |
| Fronte dell'Uomo Qualunque (FUQ)                        | 26.376  | 8,4  | 7     |
| Partito Repubblicano Italiano (PRI)                     | 3.061   | 1,0  | -     |
| Partito d'Azione (PdA)                                  | 2.932   | 0,9  | -     |
| Movimento Comunista d'Italia                            | 327     | 0,1  | -     |
| Totale                                                  | 315.392 |      | 80    |

#### Vercelli
Le elezioni si tennero il 24 marzo.
| Liste                                                   | Voti   | %    | Seggi |
| ------------------------------------------------------- | ------ | ---- | ----- |
| Partito Comunista Italiano (PCI)                        | 10.095 | 39,7 |       |
| Democrazia Cristiana (DC)                               | 8.852  | 34,8 |       |
| Partito Socialista Italiano di Unità Proletaria (PSIUP) | 4.533  | 17,7 |       |
| Indipendenti di Destra                                  | 1.588  | 6,2  |       |
| Partito d'Azione (PdA)                                  | 394    | 1,6  |       |
| Totale                                                  | 25.462 |      | 40    |

### Lombardia

#### Bergamo
Le elezioni si tennero il 24 marzo.
| Liste                                                   | Voti   | %    | Seggi |
| ------------------------------------------------------- | ------ | ---- | ----- |
| Democrazia Cristiana (DC)                               | 26.612 | 53,7 |       |
| Partito Socialista Italiano di Unità Proletaria (PSIUP) | 13.468 | 27,2 |       |
| Partito Comunista Italiano (PCI)                        | 4.091  | 8,2  |       |
| Partito Liberale Italiano (PLI)                         | 1.954  | 3,9  |       |
| Partito Repubblicano Italiano (PRI)                     | 1.437  | 2,9  |       |
| Indipendenti                                            | 1.276  | 2,8  |       |
| Combattenti e Reduci                                    | 656    | 1,3  |       |
| Totale                                                  | 49.494 |      | 50    |

#### Brescia
Le elezioni si tennero il 31 marzo.
| Liste                                                   | Voti   | %    | Seggi |
| ------------------------------------------------------- | ------ | ---- | ----- |
| Democrazia Cristiana (DC)                               | 32.678 | 43,6 | 22    |
| Partito Socialista Italiano di Unità Proletaria (PSIUP) | 19.511 | 26,1 | 13    |
| Partito Comunista Italiano (PCI)                        | 17.534 | 23,4 | 12    |
| Partito Liberale Italiano (PLI)                         | 2.902  | 3,9  | 2     |
| Partito Repubblicano Italiano (PRI)                     | 2.248  | 3,0  | 1     |
| Totale                                                  | 74.873 |      | 50    |

#### Como
Le elezioni si tennero il 24 marzo.
| Liste                                                   | Voti   | %    | Seggi |
| ------------------------------------------------------- | ------ | ---- | ----- |
| Democrazia Cristiana (DC)                               | 16.692 | 41,1 |       |
| Partito Socialista Italiano di Unità Proletaria (PSIUP) | 15.554 | 38,3 |       |
| Partito Comunista Italiano (PCI)                        | 4.267  | 10,5 |       |
| Partito Liberale Italiano (PLI)                         | 3.054  | 7,5  |       |
| Partito Repubblicano Italiano (PRI)                     | 1.041  | 2,6  |       |
| Totale                                                  | 40.608 |      | 40    |

#### Cremona
Le elezioni si tennero il 24 marzo.
| Liste                                                   | Voti   | %    | Seggi |
| ------------------------------------------------------- | ------ | ---- | ----- |
| Partito Socialista Italiano di Unità Proletaria (PSIUP) | 13.203 | 33,6 | 14    |
| Democrazia Cristiana (DC)                               | 12.993 | 33,1 | 14    |
| Partito Comunista Italiano (PCI)                        | 9.096  | 23,2 | 9     |
| Partito Repubblicano Italiano (PRI)                     | 1.391  | 3,5  | 1     |
| Partito Democratico Italiano (PDI)                      | 1.376  | 3,5  | 1     |
| Partito Liberale Italiano (PLI)                         | 1.207  | 3,1  | 1     |
| Totale                                                  | 39.226 |      | 40    |

#### Mantova
Le elezioni si tennero il 24 novembre.
| Liste                                                   | Voti   | %    | Seggi |
| ------------------------------------------------------- | ------ | ---- | ----- |
| Partito Comunista Italiano (PCI)                        | 8.414  | 34,1 |       |
| Partito Socialista Italiano di Unità Proletaria (PSIUP) | 7.689  | 31,2 |       |
| Democrazia Cristiana (DC)                               | 4.978  | 20,2 |       |
| Fronte dell'Uomo Qualunque (FUQ)                        | 2.466  | 10,0 |       |
| Partito Liberale Italiano (PLI)                         | 798    | 3,2  |       |
| Partito Repubblicano Italiano (PRI)                     | 318    | 1,3  |       |
| Totale                                                  | 24.663 |      | 40    |

#### Milano
Le elezioni si tennero il 7 aprile.
| Liste                                                   | Voti    | %    | Seggi |
| ------------------------------------------------------- | ------- | ---- | ----- |
| Partito Socialista Italiano di Unità Proletaria (PSIUP) | 225.283 | 36,2 | 29    |
| Democrazia Cristiana (DC)                               | 167.314 | 26,9 | 22    |
| Partito Comunista Italiano (PCI)                        | 155.139 | 24,9 | 20    |
| Fronte Democratico (PLI-PDL)                            | 45.864  | 7,3  | 6     |
| Alleanza Repubblicana (PRI-PdA)                         | 19.167  | 3,1  | 2     |
| Lista Civica Esercenti                                  | 9.931   | 1,6  | 1     |
| Totale                                                  | 622.698 |      | 80    |

#### Pavia
Le elezioni si tennero il 7 aprile.
| Liste                                                   | Voti   | %    | Seggi |
| ------------------------------------------------------- | ------ | ---- | ----- |
| Democrazia Cristiana (DC)                               | 12.037 | 32,8 |       |
| Partito Socialista Italiano di Unità Proletaria (PSIUP) | 10.889 | 29,7 |       |
| Partito Comunista Italiano (PCI)                        | 9.793  | 26,7 |       |
| Partito Liberale Italiano (PLI)                         | 1.144  | 3,1  |       |
| Indipendenti di sinistra                                | 858    | 2,3  |       |
| Partito Democratico del Lavoro (PDL)                    | 677    | 1,8  |       |
| Partito Repubblicano Italiano (PRI)                     | 607    | 1,7  |       |
| Combattenti e Reduci                                    | 395    | 1,1  |       |
| Indipendenti di destra                                  | 310    | 0,8  |       |
| Totale                                                  | 36.710 |      | 40    |

#### Sondrio
Le elezioni si tennero il 7 aprile.
| Liste                                                   | Voti  | %    | Seggi |
| ------------------------------------------------------- | ----- | ---- | ----- |
| Democrazia Cristiana (DC)                               | 2.891 | 44,0 |       |
| Partito Socialista Italiano di Unità Proletaria (PSIUP) | 1.742 | 26,5 |       |
| Partito Comunista Italiano (PCI)                        | 986   | 15,0 |       |
| Partito Liberale Italiano (PLI)                         | 767   | 11,7 |       |
| Partito d'Azione (PdA)                                  | 185   | 2,8  |       |
| Totale                                                  | 6.571 |      | 40    |

#### Varese
Le elezioni si tennero il 7 aprile.
| Liste                                                   | Voti   | %    | Seggi |
| ------------------------------------------------------- | ------ | ---- | ----- |
| Democrazia Cristiana (DC)                               | 14.344 | 42,7 |       |
| Partito Socialista Italiano di Unità Proletaria (PSIUP) | 11.878 | 35,3 |       |
| Partito Comunista Italiano (PCI)                        | 4.189  | 12,5 |       |
| Partito d'Azione (PdA)                                  | 782    | 2,3  |       |
| Indipendenti                                            | 1.175  | 3,5  |       |
| Partito Liberale Italiano (PLI)                         | 750    | 2,2  |       |
| Partito Repubblicano Italiano (PRI)                     | 506    | 1,5  |       |
| Totale                                                  | 33.624 |      | 40    |

### Veneto

#### Belluno
Le elezioni si tennero il 7 marzo.
| Liste                                                   | Voti   | %    | Seggi |
| ------------------------------------------------------- | ------ | ---- | ----- |
| Democrazia Cristiana (DC)                               | 5.894  | 40,1 |       |
| Partito Socialista Italiano di Unità Proletaria (PSIUP) | 5.275  | 35,9 |       |
| Partito Comunista Italiano (PCI)                        | 2.045  | 13,9 |       |
| Partito Liberale Italiano (PLI)                         | 780    | 5,3  |       |
| Partito Repubblicano Italiano (PRI)                     | 449    | 3,1  |       |
| Partito d'Azione (PdA)                                  | 245    | 1,7  |       |
| Totale                                                  | 14.688 |      | 40    |

#### Padova
Le elezioni si tennero il 24 marzo.
| Liste                                                   | Voti   | %    | Seggi |
| ------------------------------------------------------- | ------ | ---- | ----- |
| Democrazia Cristiana (DC)                               | 32.224 | 42,2 | 22    |
| Partito Comunista Italiano (PCI)                        | 19.699 | 25,8 | 12    |
| Partito Socialista Italiano di Unità Proletaria (PSIUP) | 14.451 | 18,9 | 10    |
| Partito Liberale Italiano (PLI)                         | 5.406  | 7,1  | 3     |
| Partito d'Azione (Pd'Az)                                | 1.750  | 2,3  | 1     |
| Partito Cristiano Sociale (PCS)                         | 1.577  | 2,1  | 1     |
| Partito Repubblicano Italiano (PRI)                     | 1.271  | 1,6  | -     |
| Totale                                                  | 76.348 |      | 50    |

#### Rovigo
Le elezioni si tennero il 7 aprile.
| Liste                                                   | Voti   | %    | Seggi |
| ------------------------------------------------------- | ------ | ---- | ----- |
| Partito Socialista Italiano di Unità Proletaria (PSIUP) | 7.637  | 35,5 |       |
| Democrazia Cristiana (DC)                               | 6.333  | 29,4 |       |
| Partito Comunista Italiano (PCI)                        | 5.633  | 26,2 |       |
| Partito Liberale Italiano (PLI)                         | 1.177  | 5,5  |       |
| Partito Repubblicano Italiano (PRI)                     | 722    | 3,4  |       |
| Totale                                                  | 21.502 |      | 40    |

#### Treviso
Le elezioni si tennero il 31 marzo.
| Liste                                                   | Voti   | %    | Seggi |
| ------------------------------------------------------- | ------ | ---- | ----- |
| Democrazia Cristiana (DC)                               | 12.341 | 43,7 |       |
| Partito Comunista Italiano (PCI)                        | 5.098  | 18,1 |       |
| Partito Socialista Italiano di Unità Proletaria (PSIUP) | 5.068  | 18,0 |       |
| Partito Repubblicano Italiano (PRI)                     | 3.579  | 12,4 |       |
| Partito Liberale Italiano (PLI)                         | 1.456  | 5,2  |       |
| Partito d'Azione (PdA)                                  | 724    | 2,6  |       |
| Totale                                                  | 28.266 |      | 40    |

#### Venezia
Le elezioni si tennero il 24 marzo.
| Liste                                                               | Voti    | %    | Seggi |
| ------------------------------------------------------------------- | ------- | ---- | ----- |
| Democrazia Cristiana (DC)                                           | 55.260  | 36,8 | 23    |
| Partito Comunista Italiano (PCI)                                    | 40.947  | 27,3 | 16    |
| Partito Socialista Italiano di Unità Proletaria (PSIUP)             | 37.069  | 24,7 | 15    |
| Partito Repubblicano Italiano (PRI)                                 | 7.555   | 5,0  | 3     |
| Fronte dell'Uomo Qualunque - Partito Nazionale Monarchico (FUQ-PNM) | 6.967   | 4,7  | 3     |
| Partito Liberale Italiano (PLI)                                     | 2.251   | 1,5  | -     |
| Totale                                                              | 150.049 |      | 60    |

#### Verona
Le elezioni si tennero il 31 marzo.
| Liste                                                   | Voti   | %    | Seggi |
| ------------------------------------------------------- | ------ | ---- | ----- |
| Democrazia Cristiana (DC)                               | 36.896 | 40,3 | 21    |
| Partito Socialista Italiano di Unità Proletaria (PSIUP) | 30.558 | 33,3 | 18    |
| Partito Comunista Italiano (PCI)                        | 15.838 | 17,3 | 9     |
| Lista Arena (liberale)                                  | 4.388  | 4,8  | 2     |
| Partito Democratico del Lavoro (PDL)                    | 1.514  | 1,7  | -     |
| Partito Repubblicano Italiano (PRI)                     | 1.377  | 1,5  | -     |
| Altri                                                   | 1.034  | 1,1  | -     |
| Totale                                                  | 91.605 |      | 50    |

#### Vicenza
Le elezioni si tennero il 17 marzo.
| Liste                                                   | Voti   | %    | Seggi |
| ------------------------------------------------------- | ------ | ---- | ----- |
| Democrazia Cristiana (DC)                               | 16.572 | 42,2 |       |
| Partito Socialista Italiano di Unità Proletaria (PSIUP) | 12.933 | 32,9 |       |
| Partito Comunista Italiano (PCI)                        | 5.686  | 14,5 |       |
| Partito Liberale Italiano (PLI)                         | 3.119  | 7,9  |       |
| Partito d'Azione (PdA)                                  | 975    | 2,5  |       |
| Totale                                                  | 39.285 |      | 40    |

### Trentino-Alto Adige

#### Trento
Le elezioni si tennero il 24 novembre.
| Liste                                                   | Voti   | %    | Seggi |
| ------------------------------------------------------- | ------ | ---- | ----- |
| Democrazia Cristiana (DC)                               | 10.988 | 46,1 |       |
| Partito Socialista Italiano di Unità Proletaria (PSIUP) | 7.581  | 31,8 |       |
| Partito Comunista Italiano (PCI)                        | 3.447  | 14,4 |       |
| Indipendenti                                            | 1.939  | 7,7  |       |
| Totale                                                  | 23.955 |      | 40    |

### Friuli-Venezia Giulia

#### Udine
Le elezioni si tennero il 7 aprile.
| Liste                                                   | Voti   | %    | Seggi |
| ------------------------------------------------------- | ------ | ---- | ----- |
| Democrazia Cristiana (DC)                               | 15.210 | 42,7 |       |
| Partito Socialista Italiano di Unità Proletaria (PSIUP) | 10.386 | 29,1 |       |
| Partito Comunista Italiano (PCI)                        | 6.418  | 18,0 |       |
| Partito Liberale Italiano (PLI)                         | 1.587  | 4,4  |       |
| Partito Repubblicano Italiano (PRI)                     | 1.232  | 3,5  |       |
| Partito d'Azione (PdA)                                  | 825    | 2,3  |       |
| Totale                                                  | 35.658 |      | 40    |

### Liguria

#### Genova
Le elezioni si tennero il 10 novembre.
| Liste                                                   | Voti    | %     | Seggi |
| ------------------------------------------------------- | ------- | ----- | ----- |
| Partito Comunista Italiano (PCI)                        | 104.844 | 38,84 | 32    |
| Partito Socialista Italiano di Unità Proletaria (PSIUP) | 79.448  | 25,46 | 21    |
| Democrazia Cristiana (DC)                               | 65.458  | 20,98 | 17    |
| Fronte dell'Uomo Qualunque (FUQ)                        | 17.892  | 5,73  | 4     |
| Partito Liberale Italiano (PLI)                         | 16.251  | 5,21  | 4     |
| Partito Repubblicano Italiano (PRI)                     | 10.675  | 3,42  | 2     |
| Partito d'Azione (PdA)                                  | 1.229   | 0,39  | -     |
| Totale                                                  | 312.056 |       | 80    |

#### Imperia
Le elezioni si tennero il 10 marzo.
| Liste                                                   | Voti   | %    | Seggi |
| ------------------------------------------------------- | ------ | ---- | ----- |
| Partito Comunista Italiano (PCI)                        | 6.633  | 44,5 |       |
| Partito Repubblicano Italiano (PRI)                     | 3.505  | 23,5 |       |
| Partito Socialista Italiano di Unità Proletaria (PSIUP) | 2.434  | 16,4 |       |
| Democrazia Cristiana (DC)                               | 1.209  | 8,1  |       |
| Partito Liberale Italiano (PLI)                         | 948    | 6,4  |       |
| Partito d'Azione (PdA)                                  | 167    | 1,1  |       |
| Totale                                                  | 14.896 |      | 40    |

#### La Spezia
Le elezioni si tennero il 24 novembre.
| Liste                                                   | Voti   | %    | Seggi |
| ------------------------------------------------------- | ------ | ---- | ----- |
| Partito Comunista Italiano (PCI)                        | 20.455 | 45,0 |       |
| Partito Socialista Italiano di Unità Proletaria (PSIUP) | 9.142  | 20,1 |       |
| Democrazia Cristiana (DC)                               | 6.583  | 14,3 |       |
| Fronte dell'Uomo Qualunque (FUQ)                        | 4.195  | 9,3  |       |
| Partito Liberale Italiano (PLI)                         | 1.207  | 7,0  |       |
| Partito Repubblicano Italiano (PRI)                     | 1.207  | 2,7  |       |
| Partito d'Azione (PdA)                                  | 731    | 1,6  |       |
| Totale                                                  | 45.464 |      | 50    |

#### Savona
Le elezioni si tennero il 24 marzo.
| Liste                                                   | Voti   | %     | Seggi |
| ------------------------------------------------------- | ------ | ----- | ----- |
| Partito Comunista Italiano (PCI)                        | 18.891 | 47,20 |       |
| Democrazia Cristiana (DC)                               | 10.566 | 26,30 |       |
| Partito Socialista Italiano di Unità Proletaria (PSIUP) | 7.756  | 19,31 |       |
| Partito Repubblicano Italiano (PRI)                     | 1.586  | 3,95  |       |
| Partito Liberale Italiano (PLI)                         | 1.166  | 2,90  |       |
| Partito d'Azione (PdA)                                  | 210    | 0,52  |       |
| Totale                                                  | 40.175 |       | 40    |

### Emilia-Romagna

#### Bologna
| Liste                                                   | Voti    | %    | Seggi |
| ------------------------------------------------------- | ------- | ---- | ----- |
| Partito Comunista Italiano (PCI)                        | 71.369  | 38,3 | 24    |
| Democrazia Cristiana (DC)                               | 56.543  | 30,3 | 19    |
| Partito Socialista Italiano di Unità Proletaria (PSIUP) | 49.031  | 26,3 | 16    |
| Partito Repubblicano Italiano (PRI)                     | 5.343   | 2,9  | 1     |
| Partito Liberale Italiano (PLI)                         | 2.940   | 1,6  | -     |
| Partito d'Azione (PdA)                                  | 1.200   | 0,6  | -     |
| Totale                                                  | 186.426 |      | 60    |

#### Ferrara
| Liste                                                   | Voti   | %    | Seggi |
| ------------------------------------------------------- | ------ | ---- | ----- |
| Partito Comunista Italiano (PCI)                        | 30.708 | 43,6 | 23    |
| Partito Socialista Italiano di Unità Proletaria (PSIUP) | 21.284 | 30,2 | 15    |
| Democrazia Cristiana (DC)                               | 14.593 | 20,7 | 10    |
| Indipendenti                                            | 2.474  | 3,5  | 1     |
| PRI - PdA - PDL                                         | 1.403  | 2,0  | 1     |
| Totale                                                  | 70.462 |      | 50    |

#### Forlì
| Liste                                    | Voti   | %    | Seggi |
| ---------------------------------------- | ------ | ---- | ----- |
| Partito Comunista Italiano - PSIUP - PdA | 20.028 | 47,4 | 19    |
| Partito Repubblicano Italiano (PRI)      | 15.320 | 36,2 | 15    |
| Democrazia Cristiana (DC)                | 6.489  | 15,4 | 6     |
| Partito Liberale Italiano (PLI)          | 425    | 1,0  | -     |
| Totale                                   | 42.262 |      | 40    |

#### Modena
| Liste                                                   | Voti   | %    | Seggi |
| ------------------------------------------------------- | ------ | ---- | ----- |
| Partito Comunista Italiano (PCI)                        | 30.162 | 48,1 | 20    |
| Democrazia Cristiana (DC)                               | 17.417 | 27,8 | 11    |
| Partito Socialista Italiano di Unità Proletaria (PSIUP) | 11.991 | 19,1 | 8     |
| Partito Liberale Italiano (PLI)                         | 1.991  | 3,2  | 1     |
| Partito Repubblicano Italiano (PRI)                     | 592    | 1,0  | -     |
| Partito d'Azione (PdA)                                  | 523    | 0,8  | -     |
| Totale                                                  | 62.676 |      | 40    |

#### Parma
| Liste                                                   | Voti   | %    | Seggi |
| ------------------------------------------------------- | ------ | ---- | ----- |
| Partito Comunista Italiano (PCI)                        | 25.144 | 36,3 | 19    |
| Partito Socialista Italiano di Unità Proletaria (PSIUP) | 20.351 | 29,4 | 15    |
| Democrazia Cristiana (DC)                               | 18.705 | 27,0 | 14    |
| Partito Repubblicano Italiano (PRI)                     | 2.296  | 3,3  | 1     |
| Partito Liberale Italiano (PLI)                         | 2.016  | 2,9  | 1     |
| Partito d'Azione (PdA)                                  | 709    | 1,1  | -     |
| Totale                                                  | 69.221 |      | 50    |

#### Piacenza
| Liste                                                   | Voti   | %    | Seggi |
| ------------------------------------------------------- | ------ | ---- | ----- |
| Partito Comunista Italiano (PCI)                        | 12.710 | 32,2 | 13    |
| Partito Socialista Italiano di Unità Proletaria (PSIUP) | 12.659 | 32,0 | 13    |
| Democrazia Cristiana (DC)                               | 11.646 | 29,5 | 12    |
| PLI - PdA - PDL - Indipendenti                          | 2.501  | 6,3  | 2     |
| Totale                                                  | 39.516 |      | 40    |

#### Ravenna
| Liste                                    | Voti   | %    | Seggi |
| ---------------------------------------- | ------ | ---- | ----- |
| Partito Comunista Italiano - PSIUP - PdA | 24.912 | 48,0 | 20    |
| Partito Repubblicano Italiano (PRI)      | 20.367 | 39,2 | 16    |
| Democrazia Cristiana (DC)                | 6.117  | 11,8 | 4     |
| Partito Liberale Italiano (PLI)          | 509    | 1,0  | -     |
| Totale                                   | 51.905 |      | 40    |

#### Reggio Emilia
| Liste                                                   | Voti   | %    | Seggi |
| ------------------------------------------------------- | ------ | ---- | ----- |
| Partito Comunista Italiano (PCI)                        | 28.617 | 46,7 | 19    |
| Partito Socialista Italiano di Unità Proletaria (PSIUP) | 16.525 | 27,0 | 11    |
| Democrazia Cristiana (DC)                               | 14.734 | 24,0 | 10    |
| Indipendenti                                            | 1.386  | 2,3  | -     |
| Totale                                                  | 61.262 |      | 40    |

### Toscana

#### Arezzo
| Liste                                                    | Voti   | %    | Seggi |
| -------------------------------------------------------- | ------ | ---- | ----- |
| Partito Socialista Italiano di Unità Proletaria (PSIUP)  | 10.515 | 33,5 | 14    |
| Partito Comunista Italiano (PCI)                         | 9.513  | 30,3 | 13    |
| Democrazia Cristiana (DC)                                | 6.578  | 21,0 | 8     |
| Partito Liberale Italiano – Indipendenti (PLI)           | 3.656  | 11,7 | 4     |
| Partito Repubblicano Italiano-Partito d'Azione (PRI-PdA) | 1.078  | 3,5  | 1     |
| Totale                                                   | 31.340 |      | 40    |

#### Firenze
| Liste                                                   | Voti    | %    | Seggi |
| ------------------------------------------------------- | ------- | ---- | ----- |
| Partito Comunista Italiano (PCI)                        | 64.222  | 33,7 | 21    |
| Democrazia Cristiana (DC)                               | 45.263  | 23,7 | 15    |
| Partito Socialista Italiano di Unità Proletaria (PSIUP) | 41.911  | 22,0 | 13    |
| Fronte dell'Uomo Qualunque (FUQ)                        | 26.055  | 13,7 | 8     |
| Partito Liberale Italiano (PLI)                         | 6.553   | 3,4  | 2     |
| Partito Repubblicano Italiano (PRI)                     | 4.241   | 2,2  | 1     |
| Partito d'Azione (PdA)                                  | 2.501   | 1,3  | -     |
| Totale                                                  | 190.746 |      | 60    |

#### Grosseto
| Liste                                                   | Voti   | %    | Seggi |
| ------------------------------------------------------- | ------ | ---- | ----- |
| Partito Comunista Italiano (PCI)                        | 6.633  | 44,5 | 19    |
| Partito Repubblicano Italiano (PRI)                     | 3.505  | 23,5 | 10    |
| Partito Socialista Italiano di Unità Proletaria (PSIUP) | 2.434  | 16,4 | 6     |
| Democrazia Cristiana (DC)                               | 1.209  | 8,1  | 3     |
| Partito Liberale Italiano (PLI)                         | 948    | 6,4  | 2     |
| Partito d'Azione (PdA)                                  | 167    | 1,1  | -     |
| Totale                                                  | 14.896 |      | 40    |

#### Livorno
| Liste                                                            | Voti   | %    | Seggi |
| ---------------------------------------------------------------- | ------ | ---- | ----- |
| Partito Comunista Italiano (PCI)                                 | 28.052 | 58,0 | 31    |
| Partito Socialista Italiano di Unità Proletaria (PSIUP)          | 6.258  | 12,9 | 6     |
| Democrazia Cristiana (DC)                                        | 5.916  | 12,2 | 6     |
| Partito Repubblicano Italiano (PRI)                              | 3.861  | 8,0  | 4     |
| Partito Liberale Italiano - Fronte dell'Uomo Qualunque (PLI-FUQ) | 3.128  | 6,4  | 3     |
| Partito Nazionale Monarchico (PNM)                               | 676    | 1,4  | -     |
| Partito Cristiano Sociale (PCS)                                  | 525    | 1,1  | -     |
| Totale                                                           | 48.416 |      | 50    |

#### Lucca
| Liste                               | Voti   | %    | Seggi |
| ----------------------------------- | ------ | ---- | ----- |
| Democrazia Cristiana (DC)           | 26.357 | 54,8 | 23    |
| PCI - PSIUP                         | 12.898 | 26,9 | 11    |
| Partito Repubblicano Italiano (PRI) | 6.743  | 14,0 | 5     |
| Partito Liberale Italiano (PLI)     | 2.077  | 4,3  | 1     |
| Totale                              | 48.075 |      | 40    |

#### Massa
| Liste                                                      | Voti   | %    | Seggi |
| ---------------------------------------------------------- | ------ | ---- | ----- |
| Democrazia Cristiana (DC)                                  | 6.733  | 36,5 | 15    |
| Partito Socialista Italiano di Unità Proletaria (PSIUP)    | 4.888  | 26,5 | 10    |
| Partito Comunista Italiano (PCI)                           | 3.656  | 19,9 | 8     |
| Partito Repubblicano Italiano - Partito d'Azione (PRI-PdA) | 3.152  | 17,1 | 7     |
| Totale                                                     | 18.429 |      | 40    |

#### Pisa
| Liste                                                   | Voti   | %    | Seggi |
| ------------------------------------------------------- | ------ | ---- | ----- |
| Partito Comunista Italiano (PCI)                        | 15.778 | 39,1 | 17    |
| Democrazia Cristiana (DC)                               | 11.571 | 28,7 | 12    |
| Partito Socialista Italiano di Unità Proletaria (PSIUP) | 5.350  | 13,3 | 5     |
| Partito Repubblicano Italiano (PRI)                     | 5.054  | 12,5 | 5     |
| Fronte dell'Uomo Qualunque (FUQ)                        | 1.280  | 3,2  | 1     |
| Partito d'Azione (PdA)                                  | 675    | 1,7  | -     |
| Partito Liberale Italiano (PLI)                         | 601    | 1,5  | -     |
| Totale                                                  | 40.309 |      | 40    |

#### Pistoia
| Liste                               | Voti   | %    | Seggi |
| ----------------------------------- | ------ | ---- | ----- |
| Partito Comunista Italiano (PCI)    | 16.300 | 45,2 | 19    |
| Democrazia Cristiana (DC)           | 8.762  | 24,3 | 10    |
| Partito Socialista Italiano (PSI)   | 5.939  | 16,4 | 6     |
| Lista civica                        | 3.624  | 10,1 | 4     |
| Partito Repubblicano Italiano (PRI) | 965    | 2,7  | 1     |
| Partito d'Azione (PdA)              | 478    | 1,3  | -     |
| Totale                              | 36.068 |      | 40    |

#### Siena
| Liste                                                   | Voti   | %    | Seggi |
| ------------------------------------------------------- | ------ | ---- | ----- |
| Partito Comunista Italiano (PCI)                        | 8.991  | 30,9 | 13    |
| Democrazia Cristiana (DC)                               | 7.849  | 27,0 | 11    |
| Partito Socialista Italiano di Unità Proletaria (PSIUP) | 5.876  | 20,2 | 8     |
| Partito Liberale Italiano (PLI)                         | 3.997  | 13,8 | 6     |
| Partito Repubblicano Italiano (PRI)                     | 1.899  | 6,5  | 2     |
| Partito d'Azione (PdA)                                  | 466    | 1,6  | -     |
| Totale                                                  | 29.078 |      | 40    |

### Umbria

#### Perugia
Le elezioni si tennero il 7 aprile.
| Liste                                                   | Voti   | %    | Seggi |
| ------------------------------------------------------- | ------ | ---- | ----- |
| Partito Socialista Italiano di Unità Proletaria (PSIUP) | 15.776 | 32,7 | 14    |
| Partito Comunista Italiano (PCI)                        | 12.421 | 25,7 | 11    |
| Democrazia Cristiana (DC)                               | 12.172 | 25,2 | 10    |
| Partito Repubblicano Italiano (PRI)                     | 3.158  | 6,5  | 2     |
| Fronte dell'Uomo Qualunque (FUQ)                        | 3.126  | 6,5  | 2     |
| Partito Liberale Italiano (PLI)                         | 1.156  | 2,4  | 1     |
| Partito d'Azione (PdA)                                  | 460    | 1,0  |       |
| Totale                                                  | 48.269 |      | 40    |

#### Terni
Le elezioni si tennero il 31 marzo.
| Liste                                                   | Voti   | %    | Seggi |
| ------------------------------------------------------- | ------ | ---- | ----- |
| Partito Comunista Italiano (PCI)                        | 16.692 | 43,0 |       |
| Partito Socialista Italiano di Unità Proletaria (PSIUP) | 8.041  | 20,7 |       |
| Democrazia Cristiana (DC)                               | 6.988  | 18,0 |       |
| Partito Repubblicano Italiano (PRI)                     | 5.917  | 15,2 |       |
| Partito Liberale Italiano (PLI)                         | 1.191  | 3,1  |       |
| Totale                                                  | 38.829 |      | 40    |

### Marche

#### Ancona
Le elezioni si tennero il 24 marzo.
| Liste                                                   | Voti   | %    | Seggi |
| ------------------------------------------------------- | ------ | ---- | ----- |
| Partito Repubblicano Italiano (PRI)                     | 12.654 | 30,0 |       |
| Partito Comunista Italiano (PCI)                        | 11.882 | 28,1 |       |
| Democrazia Cristiana (DC)                               | 8.344  | 19,7 |       |
| Partito Socialista Italiano di Unità Proletaria (PSIUP) | 5.194  | 12,3 |       |
| Partito Liberale Italiano (PLI)                         | 2.139  | 5,1  |       |
| Partito d'Azione (PdA)                                  | 2.019  | 4,8  |       |
| Totale                                                  | 42.232 |      | 40    |

#### Ascoli Piceno
Le elezioni si tennero il 7 aprile.
| Liste                                                   | Voti   | %    | Seggi |
| ------------------------------------------------------- | ------ | ---- | ----- |
| Democrazia Cristiana (DC)                               | 7.554  | 38,8 |       |
| Partito Socialista Italiano di Unità Proletaria (PSIUP) | 4.909  | 25,2 |       |
| Partito Repubblicano Italiano (PRI)                     | 2.377  | 12,2 |       |
| Partito Comunista Italiano (PCI)                        | 1.826  | 9,4  |       |
| Fronte dell'Uomo Qualunque (FUQ)                        | 1.638  | 8,4  |       |
| Partito Liberale Italiano (PLI)                         | 942    | 4,9  |       |
| Combattenti e Reduci                                    | 202    | 1,1  |       |
| Totale                                                  | 19.448 |      | 40    |

#### Macerata
Le elezioni si tennero il 17 marzo.
| Liste                               | Voti   | %     | Seggi |
| ----------------------------------- | ------ | ----- | ----- |
| Democrazia Cristiana (DC)           | 6.041  | 40,3  |       |
| Partito Repubblicano Italiano (PRI) | 4.412  | 29,43 |       |
| Sinistre (PCI-PSIUP)                | 3.741  | 24,95 |       |
| Partito Liberale Italiano (PLI)     | 799    | 5,32  |       |
| Totale                              | 14.993 |       | 40    |

#### Pesaro
Le elezioni si tennero il 31 marzo.
| Liste                                                   | Voti   | %    | Seggi |
| ------------------------------------------------------- | ------ | ---- | ----- |
| Partito Comunista Italiano (PCI)                        | 9.933  | 39,5 |       |
| Democrazia Cristiana (DC)                               | 7.042  | 28,0 |       |
| Partito Socialista Italiano di Unità Proletaria (PSIUP) | 4.750  | 18,9 |       |
| Partito Repubblicano Italiano (PRI)                     | 1.542  | 6,1  |       |
| Partito d'Azione (Pd'Az)                                | 1.165  | 4,6  |       |
| Partito Liberale Italiano (PLI)                         | 716    | 2,9  |       |
| Totale                                                  | 25.149 |      | 40    |

### Lazio

#### Frosinone
Le elezioni si tennero il 10 marzo.
| Liste                                                   | Voti  | %    | Seggi |
| ------------------------------------------------------- | ----- | ---- | ----- |
| Democrazia Cristiana (DC)                               | 3.950 | 52,7 |       |
| Partito Comunista Italiano (PCI)                        | 1.228 | 16,3 |       |
| Partito Socialista Italiano di Unità Proletaria (PSIUP) | 1.146 | 15,3 |       |
| Indipendenti                                            | 830   | 11,1 |       |
| Partito Democratico del Lavoro (PDL)                    | 344   | 4,6  |       |
| Totale                                                  | 7.498 |      | 40    |

#### Latina
Le elezioni si tennero il 7 aprile.
| Liste                                | Voti  | %    | Seggi |
| ------------------------------------ | ----- | ---- | ----- |
| Partito Repubblicano Italiano (PRI)  | 3476  | 37,4 | 16    |
| Democrazia Cristiana (DC)            | 3005  | 32,4 | 13    |
| Sinistre (PSIUP-PCI)                 | 1878  | 20,2 | 8     |
| Partito Democratico del Lavoro (PDL) | 753   | 8,1  | 3     |
| Fronte dell'Uomo Qualunque (FUQ)     | 179   | 1,9  | -     |
| Totale                               | 9.291 |      | 40    |

#### Rieti
Le elezioni si tennero il 10 marzo.
| Liste                                                   | Voti   | %    | Seggi |
| ------------------------------------------------------- | ------ | ---- | ----- |
| Partito Socialista Italiano di Unità Proletaria (PSIUP) | 5.187  | 36,1 |       |
| Democrazia Cristiana (DC)                               | 3166   | 22,1 |       |
| Partito Comunista Italiano (PCI)                        | 2.580  | 18,0 |       |
| Partito Democratico del Lavoro (PDL)                    | 1.174  | 8,2  |       |
| Partito Repubblicano Italiano (PRI)                     | 1.130  | 7,9  |       |
| Fronte dell'Uomo Qualunque (FUQ)                        | 808    | 5,7  |       |
| Partito Liberale Italiano (PLI)                         | 290    | 2,0  |       |
| Totale                                                  | 14.335 |      | 40    |

#### Roma
| Liste                               | Voti    | %     | Seggi |
| ----------------------------------- | ------- | ----- | ----- |
| Blocco del Popolo (PCI-PSIUP)       | 190.183 | 36,89 | 30    |
| Fronte dell'Uomo Qualunque (FUQ)    | 106.872 | 20,69 | 17    |
| Democrazia Cristiana (DC)           | 104.633 | 20,26 | 17    |
| Partito Repubblicano Italiano (PRI) | 40.444  | 7,83  | 6     |
| Partito Nazionale Monarchico (PNM)  | 36.148  | 7,00  | 5     |
| Partito Liberale Italiano (PLI)     | 25.911  | 5,02  | 4     |
| Altri                               | 12.369  | 2,39  | 1     |
| Totale                              | 516.560 |       | 80    |

#### Viterbo
Le elezioni si tennero il 7 aprile.
| Liste                                                   | Voti   | %    | Seggi |
| ------------------------------------------------------- | ------ | ---- | ----- |
| Democrazia Cristiana (DC)                               | 7.119  | 35,8 | 15    |
| Partito Repubblicano Italiano (PRI)                     | 5.058  | 25,4 | 10    |
| Partito Comunista Italiano (PCI)                        | 3.688  | 18,5 | 8     |
| Partito Socialista Italiano di Unità Proletaria (PSIUP) | 1.487  | 7,5  | 3     |
| Partito Liberale Italiano (PLI)                         | 1.043  | 5,3  | 2     |
| Fronte dell'Uomo Qualunque (FUQ)                        | 925    | 4,7  | 2     |
| Combattenti e Reduci                                    | 345    | 1,7  | -     |
| Partito d'Azione (PdA)                                  | 215    | 1,1  | -     |
| Totale                                                  | 19.880 |      | 40    |

### Abruzzi

#### Campobasso
Le elezioni si tennero il 24 marzo.
| Liste                            | Voti   | %    | Seggi |
| -------------------------------- | ------ | ---- | ----- |
| Democrazia Cristiana (DC)        | 7867   | 57,6 |       |
| Fronte dell'Uomo Qualunque (FUQ) | 3184   | 23,3 |       |
| Sinistre (PCI-PSIUP-Altri)       | 1759   | 12,9 |       |
| Combattenti e Reduci             | 856    | 6,2  |       |
| Totale                           | 13.666 |      | 40    |

#### Chieti
| Liste                                                      | Voti   | %    | Seggi |
| ---------------------------------------------------------- | ------ | ---- | ----- |
| Democrazia Cristiana (DC)                                  | 10.221 | 64,8 |       |
| Partito d'Azione - Partito Repubblicano Italiano (PdA-PRI) | 1.416  | 9,0  |       |
| Partito Liberale Italiano                                  | 1.226  | 7,8  |       |
| Partito Comunista Italiano (PCI)                           | 960    | 6,1  |       |
| Fronte dell'Uomo Qualunque (FUQ)                           | 759    | 4,8  |       |
| Partito Socialista Italiano di Unità Proletaria (PSIUP)    | 617    | 3,9  |       |
| Indipendenti                                               | 579    | 3,6  |       |
| Totale                                                     | 15.778 |      | 40    |

#### L'Aquila
| Liste                                                   | Voti   | %    | Seggi |
| ------------------------------------------------------- | ------ | ---- | ----- |
| Democrazia Cristiana (DC)                               | 5.894  | 32,9 | 13    |
| Partito Socialista Italiano di Unità Proletaria (PSIUP) | 4.074  | 22,8 | 9     |
| Partito Comunista Italiano (PCI)                        | 3.976  | 22,3 | 9     |
| Fronte dell'Uomo Qualunque (FUQ)                        | 2.829  | 15,8 | 6     |
| Partito Repubblicano Italiano (PRI)                     | 1.096  | 6,2  | 3     |
| Totale                                                  | 17.869 | 100  | 40    |

#### Pescara
Le elezioni si tennero il 31 marzo.
| Liste                                                   | Voti   | %    | Seggi |
| ------------------------------------------------------- | ------ | ---- | ----- |
| Democrazia Cristiana (DC)                               | 6.907  | 27,6 |       |
| Partito Socialista Italiano di Unità Proletaria (PSIUP) | 6.344  | 25,4 |       |
| Partito Comunista Italiano (PCI)                        | 3.598  | 14,4 |       |
| Partito Repubblicano Italiano (PRI)                     | 3.174  | 12,7 |       |
| Indipendenti di Centro                                  | 2.324  | 11,3 |       |
| Fronte dell'Uomo Qualunque (FUQ)                        | 1.583  | 6,3  |       |
| Combattenti e Reduci                                    | 475    | 1,9  |       |
| Indipendenti                                            | 89     | 0,4  |       |
| Totale                                                  | 24.494 |      | 40    |

#### Teramo
Le elezioni si tennero l'11 marzo.
| Liste                                                   | Voti   | %    | Seggi |
| ------------------------------------------------------- | ------ | ---- | ----- |
| Democrazia Cristiana (DC)                               | 5.662  | 37,6 |       |
| Partito Comunista Italiano (PCI)                        | 4.273  | 28,4 |       |
| Partito Socialista Italiano di Unità Proletaria (PSIUP) | 2.967  | 19,7 |       |
| Partito Liberale Italiano (PLI)                         | 990    | 6,6  |       |
| Partito Repubblicano Italiano (PRI)                     | 937    | 6,2  |       |
| Totale                                                  | 15.050 |      | 40    |

### Campania

#### Avellino
Le elezioni si tennero il 24 novembre.
| Liste                                    | Voti   | %     | Seggi |
| ---------------------------------------- | ------ | ----- | ----- |
| Sinistre (PCI-PSIUP-PdA-PRI-Combattenti) | 3.386  | 29,10 | 12    |
| Fronte dell'Uomo Qualunque (FUQ)         | 2.842  | 24,39 | 10    |
| Partito Liberale Italiano (PLI)          | 2.097  | 18,10 | 7     |
| Democrazia Cristiana (DC)                | 1.684  | 14,22 | 6     |
| Partito Democratico del Lavoro (PDL)     | 1.620  | 14,19 | 5     |
| Totale                                   | 11.609 |       | 40    |

#### Benevento
Le elezioni si tennero il 24 novembre.
| Liste                               | Voti   | %    | Seggi |
| ----------------------------------- | ------ | ---- | ----- |
| Sinistre (PCI-PSIUP-PdA-PRI)        | 3.582  | 25,0 | 10    |
| Fronte dell'Uomo Qualunque (FUQ)    | 3.558  | 24,8 | 10    |
| Partito Liberale Italiano (PLI)     | 3.351  | 23,4 | 10    |
| Democrazia Cristiana (DC)           | 2.680  | 18,7 | 7     |
| Partito Socialista Riformista (PSR) | 1.167  | 8,1  | 3     |
| Totale                              | 14.338 |      | 40    |

#### Caserta
Le elezioni si tennero il 7 aprile.
| Liste                                                   | Voti   | %    | Seggi |
| ------------------------------------------------------- | ------ | ---- | ----- |
| Democrazia Cristiana (DC)                               | 6.865  | 32,1 |       |
| Indipendenti di Destra                                  | 5.991  | 28,0 |       |
| Partito Liberale Italiano (PLI)                         | 3.208  | 15,0 |       |
| Partito Comunista Italiano (PCI)                        | 2.089  | 9,8  |       |
| PRI - PDL                                               | 1.831  | 8,6  |       |
| Partito Socialista Italiano di Unità Proletaria (PSIUP) | 1.381  | 6,5  |       |
| Totale                                                  | 21.365 |      | 40    |

#### Napoli
Le elezioni si tennero il 10 novembre.
| Liste                                               | Voti    | %     | Seggi |
| --------------------------------------------------- | ------- | ----- | ----- |
| Blocco Popolare Democratico (PCI-PSIUP-PdA-PDL-PRI) | 73.617  | 31,16 | 25    |
| Fronte dell'Uomo Qualunque (FUQ)                    | 46.851  | 19,82 | 16    |
| Partito Nazionale Monarchico (PNM)                  | 44.484  | 18,82 | 15    |
| Partito Liberale Italiano (PLI)                     | 35.323  | 15,00 | 12    |
| Democrazia Cristiana (DC)                           | 32.169  | 13,61 | 11    |
| Unione Ricostruzione Nazionale                      | 3.827   | 1,62  | 1     |
| Totale                                              | 236.271 |       | 80    |

#### Salerno
Le elezioni si tennero il 24 novembre.
| Liste                                                            | Voti   | %    | Seggi |
| ---------------------------------------------------------------- | ------ | ---- | ----- |
| Partito Liberale Italiano - Fronte dell'Uomo Qualunque (PLI-FUQ) | 8.003  | 30,6 | 13    |
| Democrazia Cristiana (DC)                                        | 4.747  | 18,1 | 7     |
| Partito Socialista Italiano di Unità Proletaria (PSIUP)          | 4.728  | 18,1 | 7     |
| Partito Comunista Italiano (PCI)                                 | 3.513  | 13,4 | 5     |
| Partito Nazionale Monarchico (PNM)                               | 2.809  | 10,8 | 4     |
| Partito Repubblicano Italiano - Partito d'Azione (PRI-PdA)       | 2.342  | 9,0  | 3     |
| Indipendenti                                                     | 1.568  | 5,6  | 1     |
| Totale                                                           | 27.710 |      | 40    |

### Puglia

#### Bari
Le elezioni si tennero il 24 novembre.
| Liste                                                  | Voti   | %     | Seggi |
| ------------------------------------------------------ | ------ | ----- | ----- |
| Blocco Nazionale Democratico (PLI-FUQ-PNM-Combattenti) | 34.138 | 45,84 | 24    |
| Sinistre (PCI-PSIUP-PdA-PDL-PRI)                       | 30.916 | 41,51 | 22    |
| Democrazia Cristiana (DC)                              | 6.882  | 9,24  | 4     |
| Unione Nazionale                                       | 1.321  | 1,77  | -     |
| Artigiani                                              | 1.220  | 1,64  | -     |
| Totale                                                 | 74.477 |       | 50    |

#### Brindisi
Le elezioni si tennero il 31 marzo.
| Liste                                                   | Voti   | %    | Seggi |
| ------------------------------------------------------- | ------ | ---- | ----- |
| Democrazia Cristiana - PDL (DC-PDL)                     | 5.722  | 29,9 |       |
| Partito Socialista Italiano di Unità Proletaria (PSIUP) | 5.186  | 27,1 |       |
| Blocco Nazionale (BN)                                   | 4.061  | 21,2 |       |
| Partito Comunista Italiano (PCI)                        | 3.631  | 18,9 |       |
| Partito d'Azione (PdA)                                  | 556    | 2,9  |       |
| Totale                                                  | 19.156 |      | 40    |

#### Foggia
Le elezioni si tennero il 24 novembre.
| Liste                                                   | Voti   | %    | Seggi |
| ------------------------------------------------------- | ------ | ---- | ----- |
| Blocco Nazionale Democratico (PLI-FUQ-PNM)              | 8.448  | 36,8 | 14    |
| Partito Socialista Italiano di Unità Proletaria (PSIUP) | 4.794  | 20,9 | 9     |
| Partito Comunista Italiano (PCI)                        | 4.564  | 19,8 | 8     |
| Democrazia Cristiana (DC)                               | 3.757  | 16,3 | 7     |
| Indipendenti                                            | 776    | 3,4  | 1     |
| IV Internazionale                                       | 646    | 2,8  | 1     |
| Totale                                                  | 22.985 |      | 40    |

#### Lecce
Le elezioni si tennero il 24 novembre.
| Liste                                                   | Voti   | %    | Seggi |
| ------------------------------------------------------- | ------ | ---- | ----- |
| Fronte dell'Uomo Qualunque (FUQ)                        | 8.735  | 46,8 |       |
| Democrazia Cristiana (DC)                               | 3.080  | 16,5 |       |
| Partito Socialista Italiano di Unità Proletaria (PSIUP) | 2.407  | 12,9 |       |
| Partito Comunista Italiano (PCI)                        | 1.592  | 8,5  |       |
| Partito Repubblicano Italiano (PRI)                     | 1.273  | 6,8  |       |
| Blocco della Ricostruzione (BdR)                        | 1.150  | 6,2  |       |
| Partito d'Azione (PdA)                                  | 263    | 1,4  |       |
| Indipendenti                                            | 159    | 0,9  |       |
| Totale                                                  | 18.659 |      | 40    |

#### Taranto
Le elezioni si tennero il 24 novembre.
| Liste                            | Voti   | %     | Seggi |
| -------------------------------- | ------ | ----- | ----- |
| Sinistre (PCI-PSIUP-PdA-PRI)     | 29.685 | 60,84 | 31    |
| Fronte dell'Uomo Qualunque (FUQ) | 12.086 | 24,77 | 13    |
| Democrazia Cristiana (DC)        | 4.495  | 9,21  | 4     |
| Partito Liberale Italiano (PLI)  | 2.525  | 5,18  | 2     |
| Totale                           | 48.791 |       | 50    |

### Basilicata
Le elezioni si tennero il 7 aprile.

#### Matera
| Liste                                                            | Voti   | %    | Seggi |
| ---------------------------------------------------------------- | ------ | ---- | ----- |
| Blocco del Popolo (PCI-PSIUP)                                    | 4.422  | 37,3 |       |
| Democrazia Cristiana (DC)                                        | 3.516  | 29,7 |       |
| Partito Liberale Italiano - Fronte dell'Uomo Qualunque (PLI-FUQ) | 3.441  | 29,0 |       |
| Indipendenti                                                     | 472    | 4,0  |       |
| Totale                                                           | 11.851 |      | 40    |

#### Potenza
Le elezioni si tennero il 31 marzo.
| Liste                                                            | Voti   | %     | Seggi |
| ---------------------------------------------------------------- | ------ | ----- | ----- |
| Democrazia Cristiana (DC)                                        | 4.161  | 37,20 |       |
| Partito Socialista Italiano di Unità Proletaria (PSIUP)          | 3.269  | 29,23 |       |
| Fronte dell'Uomo Qualunque - Partito Liberale Italiano (FUQ-PLI) | 2.396  | 21,42 |       |
| Partito Comunista Italiano (PCI)                                 | 687    | 6,14  |       |
| Combattenti e Reduci                                             | 488    | 4,36  |       |
| Partito Repubblicano Italiano (PRI)                              | 184    | 1,65  |       |
| Totale                                                           | 11.185 |       |       |

### Calabria

#### Catanzaro
Le elezioni si tennero il 7 aprile.
| Liste                                                   | Voti   | %    | Seggi |
| ------------------------------------------------------- | ------ | ---- | ----- |
| Democrazia Cristiana (DC)                               | 5.068  | 30,7 |       |
| Fronte dell'Uomo Qualunque (FUQ)                        | 3.712  | 22,5 |       |
| Partito Comunista Italiano (PCI)                        | 2.321  | 14,1 |       |
| Partito Repubblicano Italiano (PRI)                     | 2.064  | 12,5 |       |
| Partito Socialista Italiano di Unità Proletaria (PSIUP) | 1.904  | 11,5 |       |
| Partito Liberale Italiano (PLI)                         | 772    | 4,7  |       |
| Concentrazione Democratica Repubblicana (CDR)           | 397    | 2,4  |       |
| Partito d'Azione (PdA)                                  | 259    | 1,6  |       |
| Totale                                                  | 16.497 |      | 40    |

#### Cosenza
Le elezioni si tennero il 31 marzo.
| Liste                                                   | Voti   | %    | Seggi |
| ------------------------------------------------------- | ------ | ---- | ----- |
| Democrazia Cristiana (DC)                               | 10.197 | 54,8 |       |
| Partito Comunista Italiano (PCI)                        | 3.626  | 19,5 |       |
| Indipendenti di Destra                                  | 1.792  | 9,6  |       |
| Partito Socialista Italiano di Unità Proletaria (PSIUP) | 1.738  | 9,4  |       |
| Partito d'Azione (PdA)                                  | 618    | 3,3  |       |
| Partito Democratico del Lavoro (PDL)                    | 435    | 2,3  |       |
| Partito Repubblicano Italiano (PRI)                     | 211    | 1,1  |       |
| Totale                                                  | 18.617 |      | 40    |

#### Reggio Calabria
Le elezioni si tennero il 7 aprile.
| Liste                                                   | Voti   | %    | Seggi |
| ------------------------------------------------------- | ------ | ---- | ----- |
| Democrazia Cristiana (DC)                               | 14.896 | 29,2 |       |
| Partito Democratico del Lavoro (PDL)                    | 10.540 | 20,7 |       |
| Partito Socialista Italiano di Unità Proletaria (PSIUP) | 9.407  | 18,4 |       |
| Partito Comunista Italiano - Partito d'Azione (PCI-PdA) | 7.677  | 15,1 |       |
| Fronte dell'Uomo Qualunque (FUQ)                        | 4.668  | 9,2  |       |
| Partito Liberale Italiano (PLI)                         | 2.599  | 5,1  |       |
| Partito Repubblicano Italiano (PRI)                     | 1.167  | 2,3  |       |
| Totale                                                  | 50.954 |      | 50    |

### Sicilia

#### Agrigento
Le elezioni si tennero il 31 marzo.
| Liste                                                   | Voti   | %    | Seggi |
| ------------------------------------------------------- | ------ | ---- | ----- |
| Democrazia Cristiana (DC)                               | 8035   | 54,3 |       |
| Partito Democratico del Lavoro (PDL)                    | 2.221  | 15,0 |       |
| Partito Liberale Italiano (PLI)                         | 1.666  | 11,3 |       |
| Partito Comunista Italiano (PCI)                        | 1.160  | 7,8  |       |
| Partito Socialista Italiano di Unità Proletaria (PSIUP) | 1.019  | 6,9  |       |
| Fronte dell'Uomo Qualunque (FUQ)                        | 565    | 3,8  |       |
| Partito d'Azione (PdA)                                  | 130    | 0,9  |       |
| Totale                                                  | 40.491 |      | 40    |

#### Caltanissetta
Le elezioni si tennero il 31 marzo.
| Liste                                                   | Voti   | %    | Seggi |
| ------------------------------------------------------- | ------ | ---- | ----- |
| Democrazia Cristiana (DC)                               | 6.215  | 36,6 |       |
| Partito Comunista Italiano (PCI)                        | 4.569  | 23,2 |       |
| Fronte dell'Uomo Qualunque (FUQ)                        | 3.436  | 17,5 |       |
| Partito Democratico del Lavoro (PDL)                    | 2.342  | 11,9 |       |
| Partito Socialista Italiano di Unità Proletaria (PSIUP) | 1.313  | 6,6  |       |
| Partito Liberale Italiano (PLI)                         | 992    | 5,1  |       |
| Indipendenti                                            | 813    | 4,1  |       |
| Totale                                                  | 19.680 |      | 40    |

#### Catania
Le elezioni si tennero il 24 novembre.
| Liste                                                  | Voti   | %     | Seggi |
| ------------------------------------------------------ | ------ | ----- | ----- |
| Blocco Nazionale Democratico (PLI-FUQ-PNM-Combattenti) | 20.237 | 34,99 | 18    |
| Blocco del Popolo (PCI-PSIUP)                          | 10.742 | 18,57 | 9     |
| Democrazia Cristiana (DC)                              | 9.446  | 16,33 | 9     |
| Movimento per l'Indipendenza della Sicilia (MIS)       | 8.862  | 15,32 | 8     |
| Partito Democratico del Lavoro (PDL)                   | 4.470  | 7,72  | 4     |
| Combattenti e Reduci                                   | 2.209  | 3,82  | 2     |
| Altri                                                  | 797    | 1,38  | -     |
| Totale                                                 | 57.843 |       | 50    |

#### Enna
Le elezioni si tennero il 10 marzo.
| Liste                                | Voti  | %    | Seggi |
| ------------------------------------ | ----- | ---- | ----- |
| Combattenti e Reduci                 | 1.616 | 21,9 |       |
| Democrazia Cristiana (DC)            | 1.157 | 15,7 |       |
| Sinistre (PCI-PSIUP)                 | 861   | 11,7 |       |
| Fronte dell'Uomo Qualunque (FUQ)     | 582   | 7,9  |       |
| Partito Democratico del Lavoro (PDL) | 452   | 6,1  |       |
| Totale                               | 7.380 |      | 40    |

#### Messina
Le elezioni si tennero il 24 novembre.
| Liste                                                      | Voti   | %     | Seggi |
| ---------------------------------------------------------- | ------ | ----- | ----- |
| Fronte dell'Uomo Qualunque (FUQ)                           | 15.645 | 30,60 | 16    |
| Unione Democratica Nazionale (UDN)                         | 10.721 | 20,97 | 10    |
| Democrazia Cristiana (DC)                                  | 8.862  | 17,33 | 9     |
| Partito Comunista Italiano (PCI)                           | 7.852  | 15,36 | 8     |
| Partito Socialista Italiano di Unità Proletaria (PSIUP)    | 5.245  | 10,26 | 5     |
| Partito Repubblicano Italiano - Partito d'Azione (PRI-PdA) | 2.805  | 5,49  | 2     |
| Totale                                                     | 51.131 |       | 50    |

#### Palermo
Le elezioni si tennero il 10 novembre.
| Liste                                                      | Voti   | %     | Seggi |
| ---------------------------------------------------------- | ------ | ----- | ----- |
| Fronte dell'Uomo Qualunque (FUQ)                           | 19.846 | 24,53 | 15    |
| Partito Nazionale Monarchico (PNM)                         | 16.051 | 19,84 | 12    |
| Democrazia Cristiana (DC)                                  | 11.708 | 14,47 | 9     |
| Partito Comunista Italiano (PCI)                           | 9.773  | 12,08 | 7     |
| Partito Liberale Italiano (PLI)                            | 9.304  | 11,50 | 7     |
| Partito Socialista Italiano di Unità Proletaria (PSIUP)    | 7.942  | 9,82  | 6     |
| Unione Democratica Palermitana per la Ricostruzione (UDPR) | 3.236  | 4,00  | 2     |
| Unione Palermitana Indipendente (UPI)                      | 3.034  | 3,75  | 2     |
| Totale                                                     | 80.894 |       | 60    |

#### Ragusa
Le elezioni si tennero il 24 novembre.
| Liste                                            | Voti   | %    | Seggi |
| ------------------------------------------------ | ------ | ---- | ----- |
| Blocco del Popolo (PCI-PSIUP)                    | 8.545  | 40,6 | 17    |
| Democrazia Cristiana (DC)                        | 6.690  | 31,8 | 13    |
| Fronte dell'Uomo Qualunque (FUQ)                 | 4.457  | 21,1 | 9     |
| Partito Repubblicano Italiano (PRI)              | 846    | 4,0  | 1     |
| Combattenti e Reduci                             | 272    | 1,3  | 0     |
| Movimento per l'Indipendenza della Sicilia (MIS) | 250    | 1,2  | 0     |
| Totale                                           | 21.060 |      | 40    |

#### Siracusa
Le elezioni si tennero il 31 marzo.
| Liste                                                            | Voti   | %    | Seggi |
| ---------------------------------------------------------------- | ------ | ---- | ----- |
| Partito Liberale Italiano - Fronte dell'Uomo Qualunque (PLI-FUQ) | 6.302  | 27,4 | 11    |
| Partito Socialista Italiano di Unità Proletaria (PSIUP)          | 6.287  | 27,3 | 11    |
| Democrazia Cristiana (DC)                                        | 5418   | 23,5 | 10    |
| Partito Comunista Italiano (PCI)                                 | 2.681  | 11,6 | 5     |
| Partito d'Azione (PdA)                                           | 1.333  | 5,8  | 2     |
| Partito Repubblicano Italiano (PRI)                              | 1.029  | 4,4  | 1     |
| Totale                                                           | 23.050 |      | 40    |

#### Trapani
Le elezioni si tennero il 7 aprile.
| Liste                                                   | Voti   | %    | Seggi |
| ------------------------------------------------------- | ------ | ---- | ----- |
| Partito Democratico del Lavoro (PDL)                    | 7.448  | 29,0 | 12    |
| Partito Socialista Italiano di Unità Proletaria (PSIUP) | 5.204  | 20,3 | 9     |
| Partito d'Azione (PdA)                                  | 4.216  | 16,4 | 7     |
| Fronte dell'Uomo Qualunque (FUQ)                        | 2.807  | 11,0 | 4     |
| Democrazia Cristiana (DC)                               | 2.231  | 8,6  | 3     |
| Partito Liberale Italiano (PLI)                         | 1.553  | 6,1  | 2     |
| Partito Repubblicano Italiano (PRI)                     | 1.336  | 5,2  | 2     |
| Partito Comunista Italiano (PCI)                        | 857    | 3,4  | 1     |
| Totale                                                  | 25.652 |      | 40    |

### Sardegna

#### Cagliari
Le elezioni si tennero il 17 marzo.
| Liste                                | Voti   | %    | Seggi |
| ------------------------------------ | ------ | ---- | ----- |
| Democrazia Cristiana (DC)            | 13.195 | 33,3 |       |
| Sinistre (PCI - PSIUP)               | 8.862  | 22,4 |       |
| Partito Sardo d'Azione (PSd'Az)      | 8.514  | 21,5 |       |
| Fronte dell'Uomo Qualunque (FUQ)     | 4.686  | 11,8 |       |
| Partito Liberale Italiano (PLI)      | 3.958  | 10,0 |       |
| Partito Democratico del Lavoro (PDL) | 417    | 1,0  |       |
| Totale                               | 39.632 |      | 50    |

#### Nuoro
Le elezioni si tennero il 10 marzo.
| Liste                           | Voti  | %    | Seggi |
| ------------------------------- | ----- | ---- | ----- |
| Democrazia Cristiana (DC)       | 1.748 | 31,2 |       |
| Sinistre (PCI - PSIUP)          | 1.634 | 29,2 |       |
| Partito Sardo d'Azione (PSd'Az) | 1.290 | 23,0 |       |
| Partito Liberale Italiano (PLI) | 933   | 16,6 |       |
| Totale                          | 5.605 |      | 40    |

#### Sassari
Le elezioni si tennero il 31 marzo.
| Liste                                         | Voti   | %    | Seggi |
| --------------------------------------------- | ------ | ---- | ----- |
| Democrazia Cristiana (DC)                     | 11.043 | 49,1 |       |
| Sinistre (PCI - PSIUP)                        | 4.678  | 20,9 |       |
| Fronte dell'Uomo Qualunque (FUQ)              | 3.172  | 14,1 |       |
| PSd'Az - PLI - PRI                            | 3.015  | 13,4 |       |
| Concentrazione Democratica Repubblicana (CDR) | 560    | 2,5  |       |
| Totale                                        | 22.468 |      | 40    |